# World Wild Tour
Il World Wild Tour è la ventesima tournée di Zucchero Fornaciari, collegata agli album D.O.C. e Discover.

## Il tour
Le prime date della tournée ad essere annunciate furono quelle di Londra, nei primi mesi del 2019, seguite dalle prime dieci del residency show all'Arena di Verona, annunciate nell'aprile 2019, e successivamente portate a quattordici. In concomitanza con la pubblicazione di Freedom vennero comunicati altri concerti europei per l'autunno 2020, e venne attribuito il titolo di D.O.C. World Tour all'intera tournée. In concomitanza con la partecipazione al Festival di Sanremo 2020 vennero annunciate le tappe del tour in Oceania, America del Nord, America meridionale e Messico, mentre a fine febbraio furono rese note ulteriori date estive della tournée europea. A marzo fu rimandata la parte di tour relativa a Oceania, Americhe e Regno Unito a causa della pandemia di COVID-19. In maggio fu poi rimandata tutta la restante parte del tour 2020. In aprile 2021, a causa del protrarsi della pandemia, Zucchero fu costretto a rinviare al 2022 il tour, sostituendolo con il breve Inacustico Tour, con capienze limitate degli spettacoli.
Nel marzo 2022, in concomitanza con l'annuncio della data zero di Rimini, il titolo della tournée fu modificato in World Wild Tour, dove il termine wild è modificato dal più diffuso wide a richiamare la natura poco incline ad essere plasmata del bluesman. Pochi giorni dopo l'inizio della tournée, furono annunciate ulteriori date italiane per il mese di luglio, e fu reso noto che l'apertura di cinque concerti di Verona sarebbe stata affidata al cantautore Gheri.
Il 18 novembre 2022 furono annunciate, per prime, due date del tour 2023, ribattezzate Diavolo in R.E., alla RCF Arena dove, per l'occasione, lo spazio è stato trasformato nella più grande arena europea all'aperto con sedute. Da dicembre furono, infine, calendarizzate alcune date del tour del 2023, a cui si aggiunsero date come ospite dei concerti del tour di Andrea Bocelli.
Gli spettatori complessivi della tournée furono oltre 1 000 000, di cui oltre 600 000 della parte europea della tournée 2022, comprensivi degli oltre 150 000 per le quattordici date di Verona, per le quali Zucchero ricevette il premio "Diva Arena". Ai due concerti alla RCF Arena assistettero circa 60 000 spettatori.
Alcuni contributi del tour vennero presentati nel docufilm Zucchero - Sugar Fornaciari.

## Le tappe

### 2022
- 15 aprile:  Italia, Rimini - RDS Stadium (data zero)
- 18 aprile:  Regno Unito, Glasgow - Royal Concert Hall
- 19 aprile:  Regno Unito, Manchester - Bridgewater Hall
- 21 aprile:  Regno Unito, Londra - Royal Albert Hall
- 22 aprile:  Regno Unito, Londra - Royal Albert Hall
- 25 aprile:  Italia, Verona - Arena di Verona
- 26 aprile:  Italia, Verona - Arena di Verona
- 27 aprile:  Italia, Verona - Arena di Verona
- 29 aprile:  Italia, Verona - Arena di Verona
- 30 aprile:  Italia, Verona - Arena di Verona
- 1º maggio:  Italia, Verona - Arena di Verona
- 2 maggio:  Italia, Verona - Arena di Verona
- 4 maggio:  Italia, Verona - Arena di Verona
- 5 maggio:  Italia, Verona - Arena di Verona
- 6 maggio:  Italia, Verona - Arena di Verona
- 7 maggio:  Italia, Verona - Arena di Verona
- 8 maggio:  Italia, Verona - Arena di Verona
- 10 maggio:  Italia, Verona - Arena di Verona
- 11 maggio:  Italia, Verona - Arena di Verona
- 13 maggio:  Francia, Nizza - Palais Nikaïa
- 15 maggio:  Francia, Floirac - Arkea Arena
- 18 maggio:  Francia, Parigi - Accor Arena
- 20 maggio:  Lussemburgo, Lussemburgo - Rockhal
- 21 maggio:  Francia, Lilla - Zènith Arena
- 22 maggio:  Belgio, Bruxelles - Forest National
- 24 maggio:  Paesi Bassi, Amsterdam - Ziggo Dome
- 26 maggio:  Germania, Monaco di Baviera - Olympiahalle
- 27 maggio:  Germania, Francoforte sul Meno - Festhalle
- 29 maggio: Berlino - Waldbühne (apertura di Eric Clapton)[26]
- 31 maggio:  Austria, Innsbruck - Olympiahalle
- 1º giugno:  Germania, Stoccarda - Hanns-Martin-Schleyer-Halle[27]
- 5 giugno:  Svizzera, Zurigo - Hallenstadion
- 7 giugno:  Francia, Lione - Cité internationale – Amphithéâtre
- 9 giugno:  Francia, Marsiglia - Le Dôme
- 11 giugno:  Svizzera, Sierre - Sierre Blues Festival[28]
- 15 giugno:  Slovenia, Lubiana - Arena Stožice
- 16 giugno:  Austria, Vienna - Stadthalle
- 17 giugno:  Austria, Salisburgo - Arena
- 19 giugno:  Germania, Lingen - Emsland Arena
- 21 giugno:  Germania, Lipsia - Quarterback Immobilien Arena
- 23 giugno:  Germania, Amburgo - Barclaycard Arena
- 24 giugno:  Germania, Düsseldorf - ISS Dome
- 26 giugno:  Austria, Graz - Stadthalle
- 28 giugno:  Croazia, Zagabria - Lisinski Theatre
- 30 giugno:  Austria, Dornbirn - Messequartier
- 1º luglio:  Austria, Klam - Burg Clam
- 2 luglio:  Italia, Nichelino - Palazzina di caccia di Stupinigi
- 4 luglio:  Italia, Este - Castello carrarese di Este
- 7 luglio:  Italia, Palmanova - Piazza Grande
- 8 luglio:  Italia, Parma - Parco Ducale[29]
- 10 luglio:  Francia, Aix-les-Bains - Music Festival
- 12 luglio:  Spagna, Barcellona - Palau de la musica catalana
- 14 luglio:  Spagna, Madrid - Noches del Botanico
- 15 luglio:  Spagna, Cartagena - Le Mar De Musicas
- 19 luglio:  Svizzera, Locarno - Moon and Stars
- 20 luglio:  Italia, Lucca - Lucca Summer Festival[30]
- 22 luglio:  Francia, Quimper - Festival de cornouailles[31]
- 23 luglio:  Francia, Jonzac - Festival drôle de rues
- 24 luglio:  Francia, Agde - Estiv'Agde
- 26 luglio:  Francia, Colmar - Festival de la Foire aux vins
- 27 luglio: Gelsenkirchen - Veltins-Arena (apertura del Sixty Tour dei The Rolling Stones)[19]
- 28 luglio:  Belgio, Tienen - Suikerrock

- 9 settembre:  Stati Uniti, Atlantic City, NJ - Hard Rock Casino
- 10 settembre:  Stati Uniti, New York, NY - Beacon Theatre
- 11 settembre:  Stati Uniti, Foxwoods, CT - Foxwoods Resort Casino
- 13 settembre:  Stati Uniti, Washington, DC - The Howard Centre
- 14 settembre:  Stati Uniti, Washington, DC - The Howard Centre
- 16 settembre:  Stati Uniti, Boston, MA - Berklee Performance Centre
- 17 settembre:  Canada, Montréal, QC - Olympia
- 18 settembre:  Canada, Niagara Falls, ON - Fallsview Casino Resort
- 20 settembre:  Stati Uniti, Detroit, MI - Detroit Music Hall
- 21 settembre:  Stati Uniti, Chicago, IL - Copernicus Center
- 24 settembre:  Stati Uniti, Seattle, WA - Neptune Theatre
- 25 settembre:  Canada, Vancouver, BC - Chan Centre for the Performing Arts
- 27 settembre:  Stati Uniti, Portland, OR - Revolution Hall
- 29 settembre:  Stati Uniti, San Francisco, CA - Palace of the Fine Arts
- 30 settembre:  Stati Uniti, Los Angeles, CA - Saban Theatre
- 1º ottobre:  Stati Uniti, San Diego, CA - Balboa Theatre
- 2 ottobre:  Stati Uniti, Tucson, AZ - Fox Theatre

### 2023
- 26 marzo: Herning - Bank Boxen (ospite di Andrea Bocelli)
- 28 marzo: Copenaghen - Royal Arena (ospite di Andrea Bocelli)
- 30 marzo: Oslo - Telenor Arena (ospite di Andrea Bocelli)
- 1º aprile: Stoccolma - Avicii Arena (ospite di Andrea Bocelli)
- 4 aprile: Tampere - Tampereen Kannen Areena (ospite di Andrea Bocelli)
- 22 aprile:  Nuova Zelanda, Christchurch - Isaac Theatre Royal
- 24 aprile:  Nuova Zelanda, Auckland - Auckland Town Hall
- 26 aprile:  Australia, Perth - Astor Theatre
- 28 aprile:  Australia, Adelaide - Adelaide Entertainment Centre
- 30 aprile:  Australia, Melbourne - Palais Theatre (ospite: Silvia Colloca)[32]
- 2 maggio:  Australia, Brisbane - The Tivoli
- 4 maggio:  Australia, Sydney - Teatro dell'Opera di Sydney (ospiti: Tina Arena, Silvia Colloca, Jimmy Barnes)
- 9 maggio: Los Angeles, CA - Hollywood Bowl (ospite di Andrea Bocelli)
- 10 maggio: Los Angeles, CA - Hollywood Bowl (ospite di Andrea Bocelli)[33]
- 12 maggio: Sacramento - Golden 1 Center (ospite di Andrea Bocelli)
- 14 maggio: Seattle, WA - Climate Pledge Arena (Mother’s Day Performance) (ospite di Andrea Bocelli)
- 30 maggio:  Italia, Roma - Terme di Caracalla (ospite: Sherrita Duran Gospel Choir)
- 31 maggio:  Italia, Roma - Terme di Caracalla (ospite: Sherrita Duran Gospel Choir)[34]
- 2 giugno:  Italia, Roma - Terme di Caracalla (ospite: Sherrita Duran Gospel Choir)
- 3 giugno:  Italia, Roma - Terme di Caracalla (ospite: Sherrita Duran Gospel Choir)
- 4 giugno:  Italia, Roma - Terme di Caracalla (ospite: Sherrita Duran Gospel Choir)
- 9 giugno:  Italia, Reggio Emilia - RCF Arena (ospiti: Salmo, Corrado Rustici, Irene Fornaciari, Sherrita Duran Gospel Choir)[24]
- 10 giugno:  Italia, Reggio Emilia - RCF Arena (ospiti: Corrado Rustici, Irene Fornaciari, Sherrita Duran Gospel Choir)[24]
- 30 giugno:  Croazia, Rovigno - Rovinj Summer Festival
- 2 luglio:  Montenegro, Podgorica - City Groove Festival
- 4 luglio:  Italia, Trieste - Piazza Unità d'Italia (ospite: Irene Fornaciari)[35]
- 5 luglio:  Italia, Trieste - Piazza Unità d'Italia (ospite: Irene Fornaciari)
- 7 luglio:  Svizzera, Morat - Stars of Sound Murten
- 8 luglio:  Germania, Costanza - Sommer Concert @ The Lake
- 9 luglio:  Paesi Bassi, Weert - Bospop Festival
- 11 luglio:  Germania, Dresda - Junge Garte
- 15 luglio:  Germania, Lörrach - Stimmen Festival
- 17 luglio:  Austria, Sankt Margarethen im Burgenland - Steinbruch St. Margarethen
- 19 luglio:  Germania, Berlino - Mercedes-Benz Arena (ospite: Corrado Rustici)
- 21 luglio:  Liechtenstein, Vaduz - The Little Big One
- 22 luglio:  Germania, Rosenheim - Rosenheim Sommerfestival (apertura: Matteo Bocelli)
- 24 luglio:  Italia, Caserta - Reggia di Caserta
- 25 luglio:  Italia, Caserta - Reggia di Caserta (ospite: Irene Fornaciari)[36]
- 27 luglio:   Italia, Agrigento - Valle dei Templi
- 28 luglio:  Italia, Siracusa - Teatro greco
- 29 luglio:  Italia, Siracusa - Teatro greco
- 30 luglio:  Italia, Siracusa - Teatro greco
- 2 agosto:  Germania, Schwetzingen - Schlossgarten
- 3 agosto:  Svizzera, Sciaffusa - Stars in Town
- 5 agosto:  Spagna, Marbella - Starlite Festival
- 6 agosto:  Spagna, Alicante - Alicante Goldest Legends Concert
- 7 agosto:  Spagna, Sitges - Jardins de Terramar Festival

### Eventi annullati o rinviati
Il concerto a Kiev è stato cancellato a causa dell'invasione russa dell'Ucraina del 2022. I concerti del 23, 25, 27 giugno e 13 luglio rispettivamente a Sofia, Bucarest, Cluj-Napoca e Cracovia sono stati rimandati al 2024.

## La scaletta
Lo spettacolo ha avuto una durata complessiva di circa due ore e mezza per un totale di circa trenta brani eseguiti.
Nel 2023 sono state inserite alcune modifiche alla scaletta rispetto all'anno precedente, come per esempio un omaggio a Tina Turner, e l'esecuzione di Quale senso abbiamo noi e Let It Shine, mai eseguite dal vivo. I concerti alla RCF Arena sono durati oltre tre ore, con una scaletta ampliata, con alcuni brani mai eseguiti precedentemente, e diversi ospiti.
- Intro - Oh, Doctor Jesus (Ella Fitzgerald cover) e riferimenti a Jimmy Jimmy
- Spirito nel buio
- Soul Mama
- Il mare impetuoso al tramonto salì sulla Luna e dietro una tendina di stelle / Quale senso abbiamo noi
- Sarebbe questo il mondo
- La canzone che se ne va
- Voci / Pene / Indaco dagli occhi del cielo / Ali d'oro / Hey Lord / Blu
- Partigiano reggiano
- 13 buone ragioni
- Ci si arrende
- Facile
- Vedo nero
- Baila
- Dune mosse
- Iruben Me / Senza rimorso / Never Is a Moment / Pane e sale
- Un soffio caldo
- Un'orgia di anime perse / L'urlo / Bacco perbacco / Datemi una pompa
- Solo una sana e consapevole libidine salva il giovane dallo stress e dall'Azione Cattolica
- Ho visto Nina volare  (duetto virtuale con Fabrizio De Andrè) / Fiore di maggio / Let It Shine
- Follow You Follow Me / The Scientist / Wicked Game / Overdose (d'amore)
- Miserere (duetto virtuale con Luciano Pavarotti)
- Stayin' Alive (Bee Gees cover, solo Band)
- Honky Tonk Train Blues (Emerson, Lake & Palmer cover, solo Band)
- Nutbush City Limits (Tina Turner cover, solo Band) / Amore adesso (No Time for Love Like Now) (videoclip & Band)
- Diamante
- Il volo
- Per colpa di chi
- Diavolo in me

Encore I
- Hey Man / Menta e rosmarino / Con le mani

Encore II
- A Wonderful World / Madre dolcissima / Chocabeck

Encore III
- Hai scelto me / Senza una donna / Così celeste

- Outro - Let the Good Times Roll / Jumpin' Jack Flash

## Formazione
Il gruppo è stato composto da undici elementi:
- Zucchero Fornaciari (voce, chitarre)
- Polo Jones (direttore musicale, basso)
- Kat Dyson (chitarra)
- Peter Vettese (hammond, piano)
- Mario Schilirò (chitarre)
- Adriano Molinari (batteria)
- Nicola Peruch (tastiere)
- Monica Mz Carter (batteria e percussioni)
- James Thompson (fiati)
- Lazaro Amauri Oviedo Dilout (fiati)
- Oma Jali (cori)
- Sherrita Duran Gospel Choir (cori nella tournée 2023)